# Кірхвальзеде
Кірхвальзеде (нім. Kirchwalsede) — громада в Німеччині, розташована в землі Нижня Саксонія. Входить до складу району Ротенбург-на-Вюмме. Складова частина об'єднання громад Ботель.
Площа — 36,9 км2. Населення становить 1178 ос. (станом на 31 грудня 2021).